# Diócesis de Huacho
La diócesis del Huacho (en latín: Dioecesis Huachensis) es una circunscripción eclesiástica de la Iglesia católica en Perú. Se trata de una diócesis latina, sufragánea de la arquidiócesis de Lima. Desde el 4 de febrero de 2004 su obispo es Antonio Santarsiero Rosa, de los Oblatos de San José.

## Territorio y organización

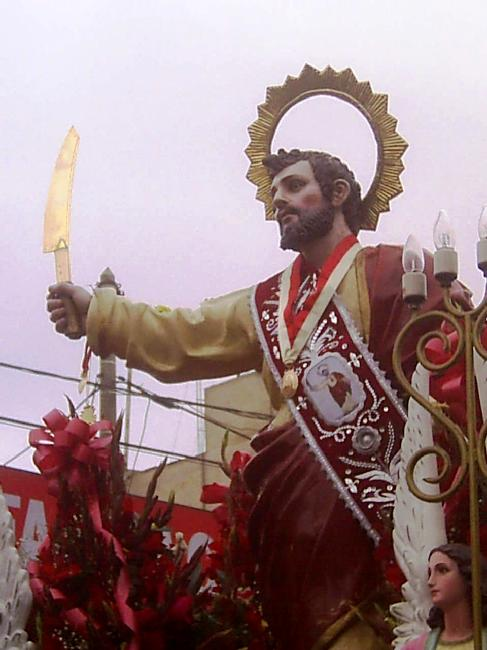
San Bartolomé de Huacho

La diócesis tiene 14 992 km² y extiende su jurisdicción sobre los fieles católicos de rito latino residentes en 6 provincias del departamento de Lima: Cajatambo, Barranca, Oyón, Huaura, Canta y Huaral. Limita por el sur con la diócesis de Carabayllo.
La sede de la diócesis se encuentra en la ciudad del Huacho, en donde se halla la Catedral de San Bartolomé.
En 2021 en la diócesis existían 60 parroquias.

## Historia
La diócesis fue erigida el 15 de mayo de 1958 con la bula Egregia quidem del papa Pío XII, obteniendo el territorio de la arquidiócesis de Lima y de la diócesis de Huaraz. Fue reconocida por el Estado en 1997.
El obispo Antonio Santarsiero Rosa fue nombrado por el papa Juan Pablo II el 4 de febrero de 2004.

## Estadísticas
Según el Anuario Pontificio 2022 la diócesis tenía a fines de 2021 un total de 586 000 fieles bautizados.
| Año                                                                             | Población            | Población | Población      | Sacerdotes | Sacerdotes    | Sacerdotes    | Bautizados por sacerdote | Diáconos permanentes | Religiosos | Religiosos | Parroquias |
| Año                                                                             | Bautizados católicos | Total     | % de católicos | Total      | Clero secular | Clero regular | Bautizados por sacerdote | Diáconos permanentes | Varones    | Mujeres    | Parroquias |
| ------------------------------------------------------------------------------- | -------------------- | --------- | -------------- | ---------- | ------------- | ------------- | ------------------------ | -------------------- | ---------- | ---------- | ---------- |
| 1966                                                                            | 220 000              | 225 000   | 97.8           | 38         | 26            | 12            | 5789                     |                      | 13         | 31         | 31         |
| 1968                                                                            | 220 000              | 225 000   | 97.8           | 25         | 20            | 5             | 8800                     |                      | 15         | 38         | 18         |
| 1976                                                                            | 350 000              | 355 000   | 98.6           | 28         | 14            | 14            | 12 500                   |                      | 21         | 46         | 36         |
| 1980                                                                            | 365 000              | 380 000   | 96.1           | 33         | 16            | 17            | 11 060                   |                      | 23         | 31         | 36         |
| 1990                                                                            | 498 000              | 514 000   | 96.9           | 34         | 21            | 13            | 14 647                   |                      | 21         | 41         | 39         |
| 1999                                                                            | 403 000              | 480 000   | 84.0           | 36         | 27            | 9             | 11 194                   |                      | 15         | 47         | 33         |
| 2000                                                                            | 410 000              | 485 000   | 84.5           | 33         | 26            | 7             | 12 424                   |                      | 13         | 47         | 33         |
| 2001                                                                            | 408 000              | 490 000   | 83.3           | 30         | 24            | 6             | 13 600                   |                      | 12         | 42         | 34         |
| 2002                                                                            | 412 000              | 495 000   | 83.2           | 31         | 25            | 6             | 13 290                   |                      | 12         | 42         | 34         |
| 2003                                                                            | 438 000              | 500 000   | 87.6           | 31         | 24            | 7             | 14 129                   |                      | 10         | 47         | 34         |
| 2004                                                                            | 440 000              | 460 000   | 95.7           | 30         | 23            | 7             | 14 666                   | 2                    | 13         | 52         | 34         |
| 2006                                                                            | 456 000              | 482 000   | 94.6           | 39         | 31            | 8             | 11 692                   | 2                    | 42         | 65         | 35         |
| 2013                                                                            | 591 350              | 606 240   | 97.5           | 45         | 37            | 8             | 13 141                   | 2                    | 41         | 131        | 59         |
| 2016                                                                            | 631 102              | 652 350   | 96.7           | 64         | 58            | 6             | 9860                     | 2                    | 37         | 130        | 61         |
| 2019                                                                            | 651 640              | 672 060   | 97.0           | 70         | 62            | 8             | 9309                     | 2                    | 43         | 96         | 60         |
| 2021                                                                            | 586 000              | 649 000   | 90.3           | 64         | 55            | 9             | 9156                     | 2                    | 41         | 101        | 60         |
| Fuente: Catholic-Hierarchy, que a su vez toma los datos del Anuario Pontificio. |                      |           |                |            |               |               |                          |                      |            |            |            |

## Episcopologio
- Nemesio Rivera Meza † (15 de mayo de 1958-28 de enero de 1960 nombrado obispo de Cajamarca)
- Pablo Ramírez Taboado, SS.CC. † (28 de enero de 1960-19 de diciembre de 1966 falleció)
- Lorenzo León Alvarado, O. de M. † (3 de agosto de 1967-22 de abril de 2003 retirado)
- Antonio Santarsiero Rosa, O.S.I., desde el 4 de febrero de 2004